# Шафран карпатський
Шафран карпатський, шафра́н Ге́йфеля, або шафра́н Ге́йфелів (Crocus heuffelianus) — багаторічна рослина родини півникових. Вид занесений до Червоної книги України у статусі «Неоцінений». Цінна декоративна культура.

## Назва
Вид названий на честь ботаніка XIX сторіччя Йогана Гойфеля. У народі ці рослини також називають маслянками, серенками або брандушками (через схожість з брандушкою різнобарвною). Втім слід зазначити, що схожість ця суто зовнішня, а в систематичному відношенні ці види не є близькими, оскільки належать до різних родин. Народна назва «маслянки», ймовірно, надана через притаманний саме цьому виду блиск пелюсток, як справляють враження змащених маслом.

## Опис

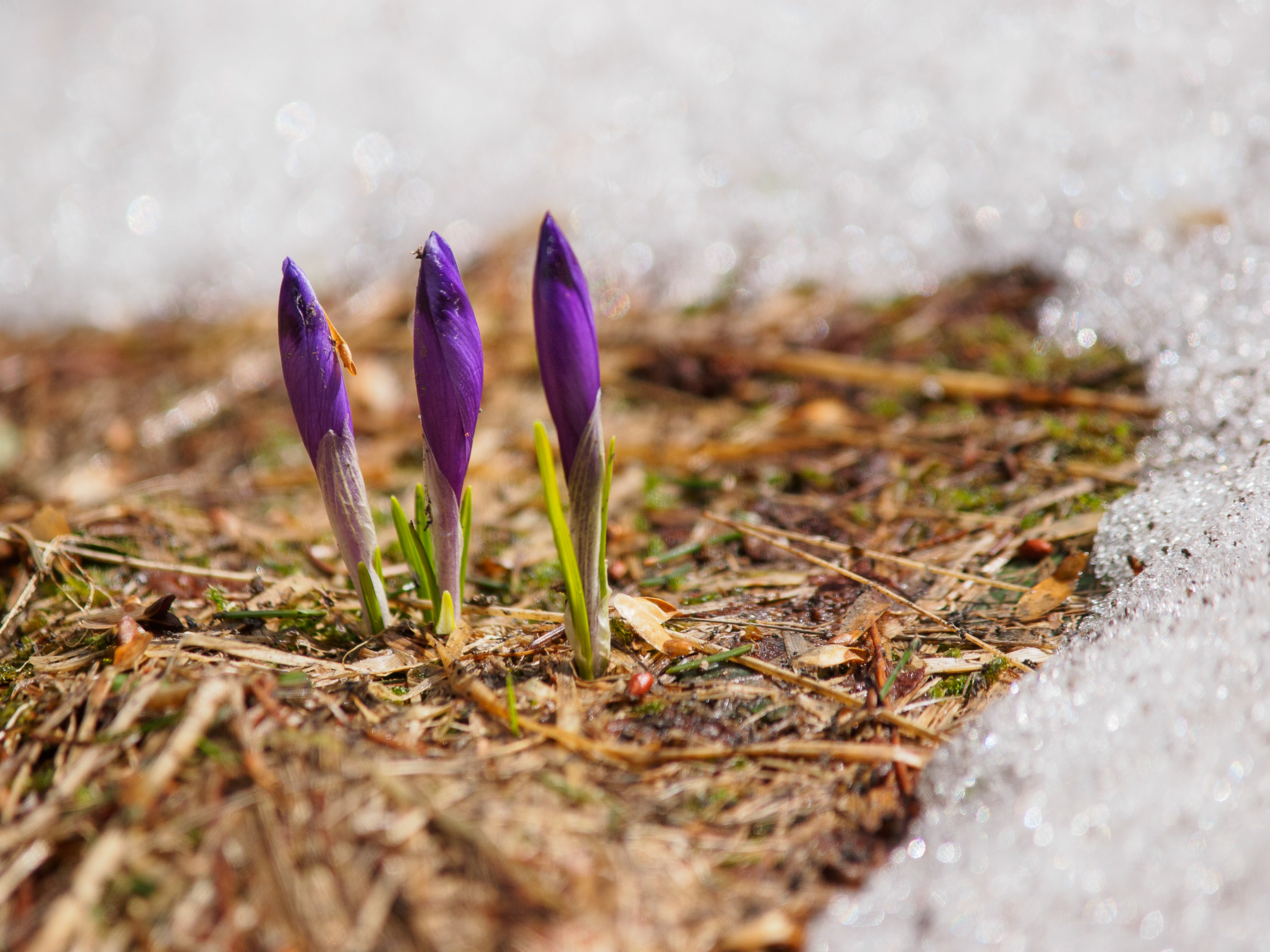
Пуп'янки із листочками на початку розвою

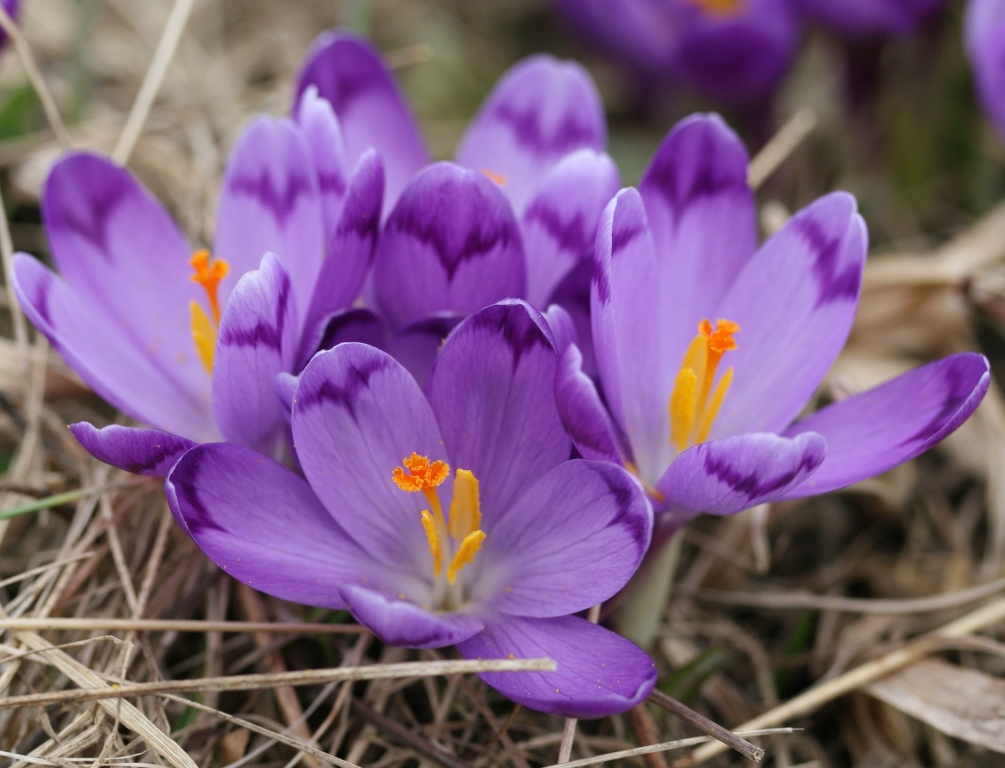
Квіти у повному розвої

Трав'яниста рослина 10–19 см заввишки, геофіт, весняний ефемероїд. Бульбоцибулина кругла, 10–15 мм завширшки, трохи сплюснута зверху та знизу, вкрита темно-коричневою тунікою, утвореною сухими лускоподібними низовими листками. Листків 2–3 штуки, вони лінійні, з загорнутими краями, 2–7 мм завширшки, під час цвітіння 2–5 см завдовжки, потім подовжуються до 8–17 см. По центру кожного листка пролягає поздовжня срібляста смужка.
Квітки зазвичай поодинокі, інколи зібрані по 2–3 штуки. Оцвітина проста, віночкоподібна, 9–13 см завдовжки, при розкритті квітки до 7 см завширшки. Пелюсток 6, вони фіолетові (зрідка — білі), причому пелюстки зовнішнього кола дещо темніші, ніж внутрішнього. На поверхні кожної пелюстки є дві плями темнішого відтінку: одна розташована біля основи пелюстки, інша, V-подібна — біля верхівки. Маточка жовтогаряча. Плід — тригнізда коробочка.

## Поширення
Ареал виду охоплює Балкани, Східні і Південні Карпати. В Україні саме в горах розташовані найчисленніші популяції, щільність яких часом сягає 20-100 особин на 1 м². Крім того, зарості шафрану Гейфеля можна знайти на Прикарпатті, на заході Поділля, у Прут-Дністровському межиріччі (Тернопільська, Хмельницька й, частково, Вінницька області).

## Екологія
Вид світлолюбний, морозостійкий. У рівнинних, передгірських місцевостях та середньогірському поясі ця рослина населяє переважно лісові фітоценози, де трапляється на галявинах, узліссях. У висотному поясі гір шафран Гейфеля є компонентом лучних угруповань, тут він зростає на степових і кам'янистих схилах.
Квітне від березня до середини квітня протягом 20–25 днів. Початок цвітіння часто настає, коли ще на галявинах лежить сніг. Плодоносить у травні-липні. Розмножується насінням, рідше вегетативно (бульбоцибулинами). Розповсюдження насіння відбувається шляхом автохорії та мірмекохорії.

## Значення і статус виду
Шафран Гейфеля має найбільші квіти серед представників роду, що квітнуть навесні, тому вирізняється високою декоративністю. Цей вид часто вирощують як професійні квітникарі, так і аматори. В культурі він доволі стійкий та невибагливий, полюбляє напівзатінок, помірно зволожені ґрунти, добре розмножується самосівом. Насичено-фіолетові квіти цієї рослини особливо привабливі на тлі світліших шафранів або підсніжників.
Саме привабливість рослини зумовлює її нищівний збір на букети, викопування бульбоцибулин, що призводить до зникнення виду. Шафран Гейфеля охороняють у національних парках «Сколівські Бескиди», Карпатському, Вижницькому, «Синевир», «Подільські Товтри», заповідниках «Медобори» і Карпатському біосферному.

## Систематика
Більшість систематиків розглядають шафран Гейфеля як підвид Crocus vernus.
Відомі такі синоніми:
| - Crocus albiflorus subsp. heuffelianus (Herb.) Suess. - Crocus banaticus Heuff. - Crocus banaticus var. concolor Schur - Crocus banaticus var. niveus Schur - Crocus banaticus var. pictus Schur - Crocus banaticus var. versicolor Schur - Crocus exiguus Schur - Crocus heuffelianus subsp. heuffelianus - Crocus heuffelianus f. minoriflorus Borbás ex Prodán | - Crocus heuffelianus f. niveus (Schur) Prodán & Nyár. - Crocus heuffelianus var. vittatus Nyman - Crocus heuffelii Körn. - Crocus uniflorus Schur - Crocus veluchensis subsp. exiguus (Schur) K.Richt. - Crocus veluchensis var. uniflorus (Schur) Nyman - Crocus vernus f. minoriflorus (Borbás ex Prodán) Randjel., D.A.Hill & V.Randjel. - Crocus vernus f. violaceus Beck - Crocus vittatus Schloss. & Vuk. |